# Nerlandsøya
Nerlandsøya ist nach Gurskøya die zweitgrößte Insel der Kommune Herøy in Sunnmøre im norwegischen Fylke Møre og Romsdal. Sie gehört zu der Inselgruppe der Sørøyane („Südinseln“), die etwa 33 Kilometer südwestlich von Ålesund liegt.
Auf der Insel liegen die Ortschaften Kvalsund (540 Einwohner) und Kvalsvik (212 Einwohner) im Süden und Kopparstad (90 Einwohner) im Norden. Die Bevölkerung konzentriert sich weitgehend auf den Südosten und Nordosten der Insel. Das Zentrum der Insel sowie ihr Süden und Norden sind unbewohnt. In Kvalsund befindet sich die Grundschule mit 73 Schülern (Stand 2023) sowie der einzige Supermarkt der Insel.
Nerlandsøya ist mit der Nachbarinsel Bergsøya mit einer Brücke, der Nerlandsøybrua, verbunden. Auf Bergsøya befindet sich der größte Ort der Gemeinde Herøy, Fosnavåg. An der Westseite der Insel befindet sich die beliebte Badebucht Mulevika. Von der Ortschaft Kvalsvik führt eine Straße durch das Tal Nerland nach Mulevika. Der unbewohnte äußerste Norden der Insel zeichnet sich durch seine Steilküste aus. Der Berg Muletua (254 Meter über dem Meeresspiegel) fällt fast senkrecht zum Meer ab und bildet die nordwestlichste Spitze der Insel. Hier befindet sich das Muleneset naturreservat, das wichtiges Brutgebiet für Vogelarten wie Krähenscharbe, Eissturmvögel, Gryllteiste und verschiedene Möwenarten ist.
Südwestlich der Insel liegt die heute unbewohnte Nachbarinsel Skorpa, auf der eine Herde Wildziegen lebt.
Auf Nerlandsøya befindet sich auch das AIS-System, mit dessen Hilfe der Schiffsverkehr in der Region überwacht wird.
Auf der Insel befinden sich zahlreiche Siedlungsspuren, die bis in die Jungsteinzeit zurückgehen. Ausgrabungen der Universität Bergen brachten eine Vielzahl von Äxten, Pfeilspitzen und Schabern aus Stein, aber auch Bernsteinperlen und Harpunen aus Knochen zutage, die sich durch ihre außerordentlich gute Erhaltung auszeichneten. Zudem wurden über 30 Zähne von Heringshaien gefunden, die auf hochentwickelte Fischfangtechniken hindeuten.
Während einer Ausgrabung unter der Leitung von Haakon Shetelig im Jahr 1920 wurden die Überreste von zwei Wikingerschiffen gefunden, die nach ihrem Fundort Kvalsund-Boot und Kvalsundfæring genannt werden.

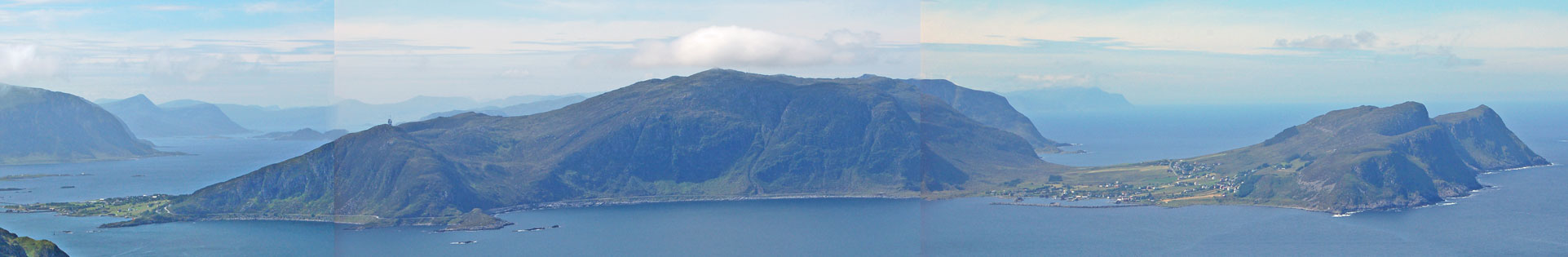
Nerlandsøya von der Nachbarinsel Runde aus gesehen